# Jabce, Korosten
Jabce (în ucraineană Жабче) este un sat în comuna Kupîșce din raionul Korosten, regiunea Jîtomîr, Ucraina.

## Demografie
Componența lingvistică a localității Jabce
     Ucraineană (98,41%)
     Rusă (1,59%)
Conform recensământului din 2001, majoritatea populației localității Jabce era vorbitoare de ucraineană (98,41%), existând în minoritate și vorbitori de rusă (1,59%).